# Silvanus parviceps
Silvanus parviceps is een keversoort uit de familie van de spitshalskevers (Silvanidae). De wetenschappelijke naam van de soort werd in 1916 gepubliceerd door Thomas Lincoln Casey.